# Cara e Coragem
Cara e Coragem (título en español: Cara y Coraje) es una telenovela brasileña producida y emitida por Rede Globo que se estrenó el 30 de mayo de 2022, sustituyendo Quanto Mais Vida, Melhor!. Es la 97.ª telenovela exhibida por la cadena en el horario de las 19 horas.
Escrita por Claudia Souto y dirigida por Natália Grimberg, la telenovela es protagonizada por Paolla Oliveira, Marcelo Serrado, Taís Araújo, Ícaro Silva, Carmo Dalla Vecchia, Mariana Santos, Paulo Lessa y Guilherme Weber en los papeles principales.

## Elenco
| Actor/Actriz              | Personaje                            |
| ------------------------- | ------------------------------------ |
| Paolla Oliveira           | Patrícia Lima (Pat)                  |
| Marcelo Serrado           | Moacyr Figueira (Moa)                |
| Taís Araújo               | Anita Lopes                          |
| Taís Araújo               | Clarice Gusmão                       |
| Paulo Lessa               | Ítalo Santana                        |
| Guilherme Weber           | Jonathan Azevedo                     |
| Ícaro Silva               | Leonardo Gusmão (Léo)                |
| Mel Lisboa                | Regina Rezende Silva                 |
| Ricardo Pereira           | Danilo                               |
| Carmo Dalla Vecchia       | Alfredo Laes                         |
| Mariana Santos            | Rebeca Figueira                      |
| André Luiz Frambach       | Heitor Gabriel Bastos (Rico)         |
| Vitória Bohn              | Lourdes Maria da Gama Lima (Lou)     |
| Maria Eduarda de Carvalho | Andrea Pratini                       |
| Bruno Fagundes            | Renan                                |
| Claudia Di Moura          | Martha Gusmão                        |
| Serjão Loroza             | Vinícius Matos (Vini)                |
| Leopoldo Pacheco          | João Carlos Lima (Joca)              |
| Stella Maria Rodrigues    | Nadir Lima                           |
| Paula Braun               | Olívia da Gama                       |
| Kiko Mascarenhas          | Irandir Duarte (Duarte) / Bob Wright |
| Jeniffer Nascimento       | Jéssica                              |
| Kaysar Dadour             | Kaká Bezerra                         |
| Rodrigo Fagundes          | Armando Azevedo (Armandinho)         |
| Amanda Mirásci            | Cleide                               |
| Carol Portes              | Dalva                                |
| Ariane Souza              | Margareth                            |
| Raquel Rocha              | Tereza Bastos (Teca)                 |
| Marcelo Valle             | Gustavo Bastos                       |
| Guida Vianna              | Dagmar Rezende Silva                 |
| Zecarlos Moreno           | Robson                               |
| Rafael Teophilo           | Hugo Sá                              |
| Anselmo Vasconcelos       | Milton Figueira                      |
| Ivone Hoffmann            | Adélia Figueira                      |
| Gabriela Loran            | Luana                                |
| Dja Marthins              | Lia                                  |
| Júlia Lund                | Delegada Marcela Alves               |
| Fernando Caruso           | Detective Paulo                      |
| Mika Makino               | Ísis                                 |
| Igor Fernandez            | Lucas                                |
| Alessandro Brandão        | Enzo                                 |
| Alana Ferri               | Márcia                               |
| Sergio Kauffmann          | Detective Jarbas                     |
| João Campos               | Ângelo Rezende Silva                 |
| Diogo Savala              | Batata                               |
| Diogo Caruso              | Guilherme Lima Laes (Gui)            |
| Alice Camargo             | Sofia Lima Laes (Sossô)              |
| Guilherme Tavares         | Francisco Figueira (Chiquinho)       |

### Participaciones especiales
| Actor/Actriz       | Personaje            |
| ------------------ | -------------------- |
| Othon Bastos       | Delegado Peixoto     |
| Alejandro Claveaux | Samuel Rezende Silva |
| Val Perré          | Roberto Gusmão       |
| Felipe Rocha       | Douglas              |
| Vanessa Pascale    | Alaska               |
| Roney Villela      | Nelson               |
| Daniel Erthal      | Rogério              |
| Renata Tobelem     | Edith                |
| Orlando Caldeira   | Edinho               |
| Suzie Thompson     | Rose                 |
| Fabio Alavez       | Baby                 |
| Luellem de Castro  | Cíntia               |
| Fernanda Gabriela  | Agnes                |
| Chico Melo         | Secuaz               |
| Flávio Leimig      | Doble                |
| Lucas Drummond     | Duarte (joven)       |
| Lucas Lanna        | Duarte (niño)        |
| Agatha Moreira     | Ella misma           |
| Rodrigo Simas      | Él mismo             |
| Vanessa Giácomo    | Ella misma           |
| Thiago Fragoso     | Él mismo             |